# Le Planquay
Le Planquay település Franciaországban, Eure megyében. Lakosainak száma 161 fő (2022. január 1.). Le Planquay Courtonne-les-Deux-Églises, La Chapelle-Hareng, Drucourt és Saint-Vincent-du-Boulay községekkel határos.

## Népesség
A település népességének változása:
| Lakosok száma | 135  | 141  | 140  | 141  | 156  | 155  | 157  | 161  | 166  | 161  |
|               | 1968 | 1982 | 1990 | 2006 | 2013 | 2015 | 2017 | 2019 | 2020 | 2022 |